# Walter Hitschler (Politiker)
Walter Hitschler (* 13. April 1942 in Zweibrücken; † 5. Juli 2017 ebenda) war ein deutscher Politiker (FDP).

## Leben und Beruf
Walter Hitschler absolvierte 1961 sein Abitur am Herzog-Wolfgang-Gymnasium in Zweibrücken und war von 1972 bis 1982 im Schuldienst in Zweibrücken tätig, zuletzt als Studiendirektor, 1983–1987 im Kultusministerium Rheinland-Pfalz, 1972–1980 und seit 1999 Mitglied des Stadtrats Zweibrücken.
Hitschler war der Lebensgefährte der CDU-Bundestagsabgeordneten Anita Schäfer.

## Partei
Hitschler war seit 1963 Mitglied der FDP, seit 1974 Mitglied im Landesvorstand Rheinland-Pfalz und Vorsitzender des Bezirksverbands Pfalz. Er war Ehrenvorsitzender der pfälzischen FDP.

## Abgeordneter
Hitschler rückte am 1. Oktober 1982 für Hermann Eicher nach und gehörte dem Rheinland-Pfälzischen Landtag bis zum Ende der Legislaturperiode 1983 an.
Am 7. August 1987 ersetzte er den ausgeschiedenen Wolfgang Rumpf im Deutschen Bundestag. Dem Bundestag gehörte er bis zum Ende der 12. Wahlperiode 1994 an.
Unterlagen über seine Tätigkeit im Deutschen Bundestag befinden sich im Archiv des Liberalismus der Friedrich-Naumann-Stiftung für die Freiheit in Gummersbach.